# 杜起文
杜起文（1952年4月—），中华人民共和国政治人物、外交官。

## 生平
2000年，接替安永玉，担任中华人民共和国驻肯尼亚大使。2011年，接替罗林泉，担任中华人民共和国驻希腊大使。2014年，任中国—太平洋岛国论坛对话会特使，2019年不再担任。
曾在太平洋島國論壇（Pacific Islands Forum）做出「誇張」行徑，致使諾魯總統華卡要求中國正式道歉。英國《衛報》引述當時在場的消息人士指，中方人員事前有耐心等候，也多次向主辦方示意要求發言，均不獲理會。另一名消息來源則指中方只派出杜起文為「特別代表」，卻要求參與元首級會議，更在會議期間騷擾其他領袖發言。
據參與該論壇的外交人員轉述，中國歷年參與該論壇都是以非正式會員的「對話夥伴」身分出席。這次在諾魯，卻頻頻以小動作鬧場，喧賓奪主。 杜起文則認為瑙鲁总统是刻意刁难，首先在中方代表团的签证问题上发难，在其他国家表达不满后才临时派发签证，而后执意剥夺中方发言权利，并以时间不足、中国代表级别不够、发言稿已经散发等理由多次打断、拒绝杜起文的发言要求，其表示自己所作的一切是為了祖國。為祖國尊嚴而戰，為國家利益而戰。並堅持自己作为中国特使有代表中國官方在太平洋島國論壇上發言的資格。
美聯社報導，華卡表示，一位中國官員堅持發言，態度非常無理，因而延誤了接著要發言的其他領導人數分鐘。但那個人只是個官員，可能是因為來自大國就想霸凌其他與會國。